# 網走番外地
『網走番外地』（あばしりばんがいち）は、伊藤一の小説。作者が網走刑務所で服役した経験をもとにして書かれ、1956年に出版された。1959年には日活で映画化され、1965年からは東映で高倉健主演による映画シリーズ化がなされ、18作が制作された。

## 映像化作品
- 網走番外地 (日活)：日活によって制作された同小説の映画版。小高雄二、浅丘ルリ子主演。1959年制作・公開。
- 網走番外地 (東映)：東映によって制作された同小説の映画版。高倉健主演。1965年 - 1972年制作・公開。

## 音楽
- 網走番外地 (曲)：1965年に製作された映画の主題歌（前述）。伊藤一による作詞、山田栄一の作曲。放送禁止指定にもかかわらず広く歌われた[1]。